# Wielka Kopa Popradzka
Wielka Kopa Popradzka (słow. Veľká kôpka, 2355 m) – północny, najwyższy wierzchołek masywu Kopy Popradzkiej w słowackich Tatrach Wysokich. Znajduje się w południowo-zachodniej grani Ciężkiego Szczytu, po południowej stronie Przełączki pod Kopą Popradzką (Štrbina pod Kôpkami), która oddziela szczyt od Smoczej Grani.
Między Wielką a Małą Kopą Popradzką położone są dwie skalne czuby i trzy przełączki. W kierunku od północy na południe są to:
- Zadnia Popradzka Ławka (Zadná lávka v Kôpkach),
- Zadnia Popradzka Czuba (Zadný zub v Kôpkach),
- Pośrednia Popradzka Ławka (Prostredná lávka v Kôpkach),
- Skrajna Popradzka Czuba (Predný zub v Kôpkach),
- Skrajna Popradzka Ławka (Predná lávka v Kôpkach).

Po południowej stronie Małej Kopy Popradzkiej znajduje się Wyżnia Popradzka Przełączka, oddzielająca masyw od Popradzkiej Grani. Wschodnie stoki Wielkiej Kopy Popradzkiej opadają do Doliny Żabiej Mięguszowieckiej, zachodnie do Dolinki Smoczej.
Nazwa pochodzi od Popradzkiego Stawu.
Pierwsze odnotowane wejścia:
- letnie – topografowie austriaccy w czasie pomiarów, zapewne kapitan Josef Gans, w latach 1896–1897,
- zimowe – Gyula Hefty i Gyula Komarnicki, 22 marca 1913 r.[2]

## Przypisy

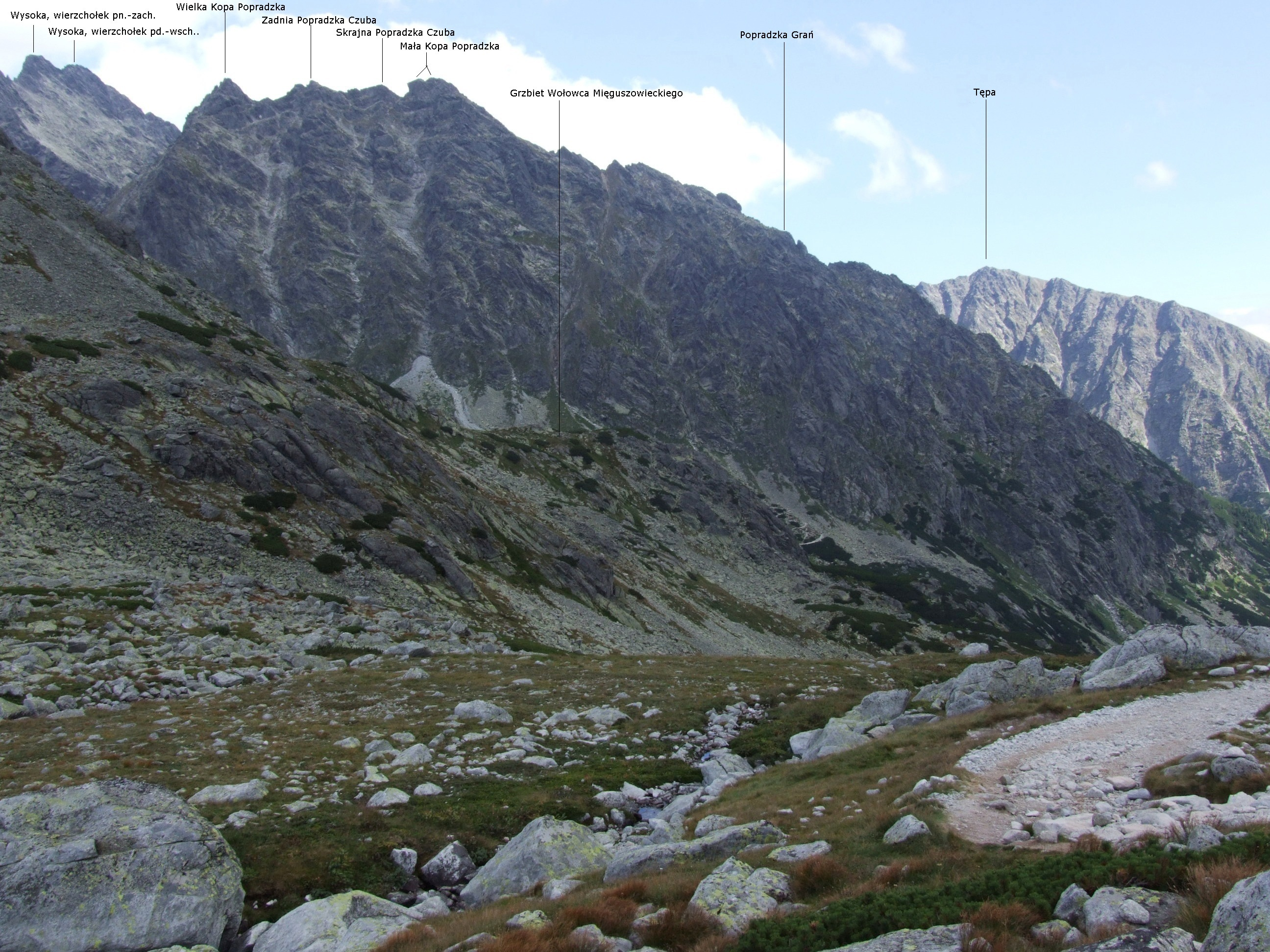
Kopa Popradzka od strony Doliny Mięguszowieckiej